# Stiftung Hilfe zur Selbsthilfe Suchtkranker und Suchtgefährdeter
Die Stiftung Hilfe zur Selbsthilfe Suchtkranker und Suchtgefährdeter (Suchthilfestiftung) mit Sitz in Heidelberg ist eine bundesweit tätige Stiftung des bürgerlichen Rechts, aufgeführt im Stiftungsverzeichnis des Regierungspräsidiums Karlsruhe. Die Stiftung verfolgt ausschließlich gemeinnützige und mildtätige Zwecke im Sinne der Abgabenordnung.
Zielgruppen sind ehemals Alkohol- und Drogenabhängige. Das Ziel ist es, Suchtkranke wieder in die Lage zu versetzt, ein eigenverantwortliches Leben zu führen. Dabei steht der Selbsthilfegedanke stets im Vordergrund.

## Tätigkeiten
- Aufklärung der Bevölkerung über die Gefahr von Suchtkrankheiten und deren Genesungsmöglichkeiten
- Förderung von Selbsthilfegruppen
- Förderung von Wohn- und Arbeitsprojekten sowie Selbsthilfegemeinschaften, in denen Suchtkranke lernen, ohne Suchtmittel zu leben
- Unterstützung von hilfsbedürftigen suchtkranken und suchtgefährdeten Personen durch persönliche und wirtschaftliche Hilfeleistung
- Unterstützung bei Hauptschulabschlüssen, Qualifizierungsmaßnahmen zur Arbeitsbefähigung und Ausbildungsförderung[2]

Tätigkeits-Schwerpunkte:
- Bundesweite Unterstützung von Selbsthilfe Initiativen „Ehemaliger“, zu deren Resozialisierung und Wiedereingliederung in die Gesellschaft. Einzelförderungen zur Berufsfindung
- Mitwirkende Beratung und Unterstützung der Lotsennetzwerke

## Geschichte
Die Suchthilfestiftung ging aus dem 1981 gegründeten gemeinnützigen Verein Hilfe zur Selbsthilfe Suchtkranker und Suchtgefährdeter hervor, der 1998 in seine jetzige Rechtsform Stiftung dbR umgewandelt wurde. Initiator und Vorsitzender Vorstand bis 2010 Ludger Balke, Vorstand ab 2010 Ralph-Dieter Wilk (geschäftsführend) und Herbert Conradi.
Seit Gründung werden bundesweit ehemalige Drogenabhängige und Alkoholiker beraten und gefördert sowie Aufklärungsarbeit geleistet und Einzelmaßnahmen durchgeführt. Parallel erfolgte der Aufbau und die Vernetzung der ambulanten und stationären Selbsthilfe-Einrichtungen.
Zu den geförderten Projekten gehörten unter anderem sich später zu namhafter Größe entwickelnde stationäre Selbsthilfeprojekte, wie die Fleckenbühler und die Stiftung Synanon.
Insgesamt wurden bis 1998 von der Stiftung bzw. dem Verein, der der Stiftung vorausging, ca. 40 Betriebe gefördert.

## Stiftungsmittel
Neben den Erträgen aus dem Stiftungsvermögen erhält die Suchthilfestiftung Unterstützung und Spenden von Privatpersonen und Unternehmen, Zuweisungen über Geldauflagen von Gerichten und Zustiftungen. Ein wesentlicher Teil der Mittel kommt von einem Einzelspender.
Im Jahr 1989 standen der Suchthilfestiftung 860.000 DM aus Gerichts-Bußgeldern und Spenden zur Verfügung. Im Jahr 2001 wird berichtet, dass Spenden in der Höhe von ca. 1 Mio. DM pro Jahr zur Verfügung stehen.

## Projekte
- Der „Kampf um jede Seele“ lohnt sich[17]
- Zurück in die Normalität[18]
- Neue Kinderzimmer für die Kleinen[19]
- Drogentherapie für Spätaussiedler[20][21]
- „Tag der offenen Tür“ beim Sozialwerk Rettungsarche e. V. in Ebsdorfergrund-Hachborn[22]
- Suchthilfestiftung – Spenden für gemeinnützige Sieben Zwerge[23]
- Selbsthilfe Suchtkranker[24]
- Recyling & Dienstleistung Wetterau (RDW) des Selbsthilfevereins „Trockendock“: Entsorgung von Kühlschränke. Diesem Betrieb hat die Suchhilfestiftung einen LKW im Wert von 20.000 DM zur Verfügung gestellt.[25][26]
- Anodewerkstatt in Ettishofen. Diesem Betrieb wurde von der Suchhilfestiftung das Werkzeug für den Schreinereibetrieb zur Verfügung gestellt.[16]
- Vollkornbäckerei in Salem[7]
- Transportunternehmen in Bremen[7]
- Großwäscherei in Sigmaringer „Seifenblase“[7]
- Berliner Drogenberatung M41 und ihrem Trägerverein der Jugendberatung und Jugendhilfe. Hier hat die Suchhilfe 10.000 DM zur Verfügung gestellt um Bahn-Fahrkarten zu kaufen, mit denen Drogenabhängige ihre Therapie aufnehmen konnten.[27]
- Cafe Flott in Hofheim bei Frankfurt: Jugendcafé in der Oberen Hauptstraße 4. Hier wurde die Inneneinrichtung und zwei Lieferwagen finanziert.[14][15][28][29]
- Landwehrheim in Bardowick, An das Übergangswohnheim für Suchtkranke wurden 35.000 DM und ein LKW gespendet.[30]
- Übernachtungsstelle „Sleep In“ in der Wredestraße 69 in Ludwigshafen vom Verein „nowhere house“. Die Stiftung bezahlte die Inneneinrichtung.[31]
- Wohnprojekt und Wäscherei in Hohenwalde. Die Suchhilfestiftung steuerte einen Lieferwagen und Waschmaschinen bei.[32]
- Wohngemeinschaft Bergstraße (WGB) an der Nibelungenstraße in Bensheim. Nach einem Brand stelle die Suchhilfestiftung 30.000 DM für Mobiliar, Küche und Büro zur Verfügung.[33]
- Projekt „Antikmarkt“, Trödelladen des Vereins Drogenhilfe Oberfranken in der Letzengasse 13a in Bamberg. Dem Verein hat die Suchthilfestiftung einen Transporter zur Verfügung gestellt, Werkbänke, eine Bandsäge und eine Drechselmaschine.[34][35]
- Elrond, Osnabrück: Lebens- und Arbeitsgemeinschaft und Transportunternehmen. Elrond hat eine LKW- und PKW-Spende von der Suchthilfestiftung erhalten.[11]
- Synergetik, Berlin: unterhält Wohngemeinschaften und macht Um- und Ausbauen sowie Renovierungen. Die Suchhilfestiftung spendete einen PKW.[11]
- Almedro, Berlin: Umzüge und Bauhilfsmaßnahmen. Die Suchhilfestiftung spendete einen PKW.[11]
- Lebenszentrum Ebhausen: Werkstatt und Wohngemeinschaft. Die Suchhilfestiftung stellte einen Kleinbus zur Verfügung.[8][36]
- Projekt „Sprungbrett“, München-Giesing: Dem Forstbetrieb wurde ein LKW im Wert von 80.000 DM zur Verfügung gestellt.[8][37]
- Bäckerei Loschter Knorze in Lustadt. Die Suchthilfestiftung stellte 90.000 DM zur Verfügung und zusätzlich 40.000 als Darlehen.[38][39]
- Elrond, Bremen: Entrümpelungs- und Abrissarbeiten. Ein 7,5-Tonner im Wert von 30.000 DM wurde von der Suchthilfestiftung gespendet.[40]
- Synynon, Berlin. Die Suchthilfestiftung hat einen VW-Transporter gespendet.[41][42]
- Guttempler, Bremen: eine Beschäftigungs-Initiative, die Möbel herstellt. Die Spende eines Kleinbusses wurde von Sozialsenator Henning Scherf übergeben.[43]
- Casa Nova, Osthofen des Vereins „Mit Jugend gegen Drogen e. V.,“ Worms: Eine Spende von 14.000 DM für die Holzwerkstatt kam von der Suchhilfestiftung.[44]
- Kontaktstelle der Abstinenzgruppe des Greises Stoffberg im Stollberger Haus der Jugend. Die Suchhilfestiftung spendete Mobiliar, die Holzverkleidung, Geschirr und Besteck im Wert von 14.000 DM.[45]
- Beratungszentrum für Jugendliche „Guddy“ (Guttempler Jugend), Damperhofstraße 26, Kiel. Die Suchthilfestiftung hat einen VW-Bus im Wert von 29.000 DM gespendet.[46]
- Hotex gGmbH, Beschäftigungsinitiative des Landkreises Sigmaringen. Für die Wäscherei stelle die Suchthilfestiftung ein zinsloses Darlehen in Höhe von 300.000 DM zur Verfügung.[47]
- Ausbildungsstätte der Reha-Einrichtung Haus Wiesengrund, Im Eschengraben, Reinerzau. Die Suchhilfestiftung spendete 130.000 DM für Maschinen und Geräte.[48]

## Mitgliedschaften
Mitglied im Bundesverband Deutscher Stiftungen.